# Цифрова держава (срібна монета)
Цифрова держава — унцова, срібна пам'ятна монета номіналом 10 гривень, введена в обіг 13 грудня 2024 року на підставі рішення Правління Національного банку України (НБУ). Присвячена цифровій трансформації України і її досягненням у сфері інновацій, розвитку цифрових технологій та їхнього впровадження у державне управління. Цифровізація стала ключовим фактором у підвищенні ефективності економіки, створенні комфортних умов для громадян та залученні інвестицій.
Представники «Дії» з нагоди випуску монети зазначили в Х (Твіттері): «Раніше на пам'ятних монетах карбували історичні події та персоналії, а тепер і цифровізацію України».
Монета має квадратну форму. До 2024 року у нестандартній формі випускали лише набори: квадратні монети «Енеїда» (2021), ромбовидні «Пектораль» (2019) і «Козацькі клейноди» (2021), шестигранні «До 100-річчя Національної академії наук України» (2018), у формі дзвоника «Щедрик — колядка дзвонів» (2023).

## Присвячення цифровізації держави
Голова НБУ Андрій Пишний презентував монету під час конференції «UAFIN.TECH 2024»: «Україна демонструє, що цифрова трансформація — необхідний крок для розвитку сучасних держав. І навіть в умовах війни ми продовжуємо свій шлях до нових технологій, руйнуємо бар'єри між людьми та сервісами як державними, так і фінансовими… Разом [із Міністерством цифрової трансформації] ми реалізували багато проєктів, що зробили фінансові послуги простішими, зручнішими та інклюзивнішими… Попереду ще багато цікавих цифрових ініціатив та проривних ідей, що назавжди змінять парадигму взаємодії між державою, бізнесом та громадянами».
Віцепрем'єр-міністр з інновацій, розвитку освіти, науки та технологій Михайло Федоров додав: «У 2019 році наша команда почала реалізувати ідею Президента — побудувати цифрову державу, щоб послуги можна було отримувати онлайн і без чиновників… За п'ять років Україна перетворилася на державу, де держпослуги можна отримати в кілька кліків, без папірців та бюрократії. Навіть в умовах повномасштабної війни ми продовжили запускати послуги та проєкти, які спрощують життя людей… А українські govtech-рішення вже активно вивчають в інших країнах».
В описі монети НБУ перерахував напрямки ефективної трансформації і диджиталізації держави: втілення в життя ідеї «держави в смартфоні», запуск мобільного застосунка «Дія» із широким спектром різних послуг, визнання цифрового паспорта на рівні з паперовим і пластиковим, користування освітніми онлайн-платформами, запровадження телемедицини, електронних судів тощо.
Продаж монети «Цифрова держава» перенесли на 9 січня 2025 року. За збігом обставин про це оголосили напередодні однієї з наймасштабніших кібератак на державні реєстри України 19 грудня 2024 року, коли під ударом опинилися послуги, розроблені у рамках цифрової трансформації держави. Однак згодом змінили дату реалізації на 27 грудня.

## Загальна характеристика монети
| Номінал, грн. | Метал            | Маса, грам | Розмір, мм | Якість виготовлення       | Гурт    | Тираж, штук |
| ------------- | ---------------- | ---------- | ---------- | ------------------------- | ------- | ----------- |
| 10            | срібло 999 проби | 31,1       |            | спеціальний анциркулейтед | гладкий | 5 000       |

### Аверс

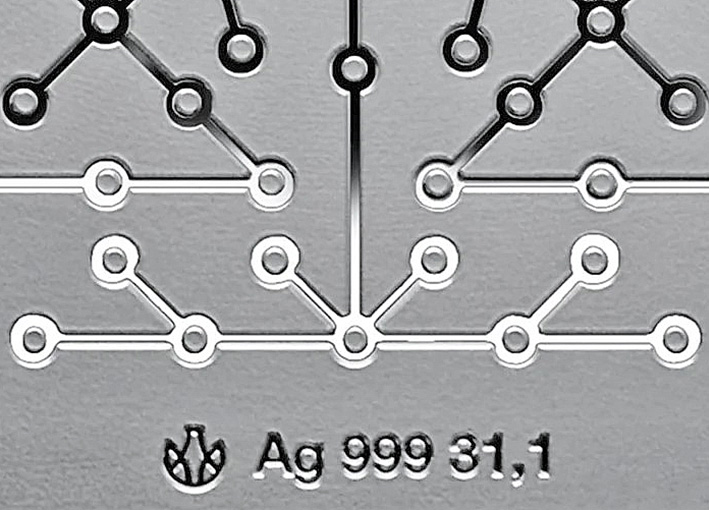
Логотип Банкнотно-монетного двору НБУ, проба і вага на монеті «Цифрова держава»

На аверсі монети зображено стилізовану електронну мережу, що символізує Україну як монолітну цифрову систему. Елементи композиції із чотирьох боків — уособлення заходу, сходу, півдня та півночі, об'єднаних навколо Герба України в єдину державу.
Угорі розміщено напис «УКРАЇНА», внизу — «Ag 999», «31,1» і логотип Банкнотно-монетного двору НБУ, ліворуч — «10 ГРИВЕНЬ», праворуч — «2024».

### Реверс
На реверсі зображено мапу України, створену із цифр двійкового коду, що символізує цифрові технології як основу сучасного світу. У коді зашифровано назву UKRAINE, яку можна прочитати, простеживши відповідність літер і послідовностей цифр (розташованих ліворуч вертикально). У нижньому правому куті розміщено напис «ЦИФРОВА ДЕРЖАВА» із наведеним на нього курсором комп'ютерної миші, що акцентує роль диджиталізації у розвитку держави.

## Автор
Дизайн монети підготував запорізький художник Андрій Сагач. «Цифрова держава» — перша нумізматична продукція цього автора.

## Вартість
27 грудня монету «Цифрова держава» (у кількості 3000 штук) виставили на продаж за ціною 3 468 гривень (82,85 доларів). Торги завершилися за кілька секунд.
Фактична приблизна вартість монети, з роками змінювалася так:
| Рік        | 2025  | 2026 | 2027 |
| ---------- | ----- | ---- | ---- |
| Ціна, грн. | 8 700 |      |      |